# Diamondback Energy
Diamondback Energy, Inc. ist ein US-amerikanisches Unternehmen, das in der Förderung von Erdöl, Erdgas und Flüssigerdgas tätig ist und seinen Hauptsitz in Midland, Texas hat. Alle Reserven des Unternehmens befinden sich innerhalb der Permian Basin von Texas und New Mexico, dem produktivsten Ölfeld in den Vereinigten Staaten.

## Geschichte
Diamondback Energy wurde von Travis Stice und einer Gruppe von Branchenveteranen gegründet. Das Unternehmen wurde mit dem Ziel gegründet, Öl- und Gasvorkommen im Permian Basin, einer der ertragreichsten Föderregionen der Vereinigten Staaten, zu erwerben und zu erschließen. Das Unternehmen begann seine Tätigkeit im Dezember 2007 mit dem Erwerb von 4.174 Acres an Land in der Permian Basin. Diamondback setzt Horizontalbohrungen und Hydraulic-Fracturing-Technologien ein, um das Potenzial von bisher unerschlossenen Ressourcen an Erdöl und Erdgas zu erschließen.
Diamondback Energy ging im Oktober 2012 an die Börse und notierte an der NASDAQ unter dem Tickersymbol „FANG“. Der Börsengang brachte rund 200 Mio. US-Dollar ein, die das Unternehmen zur Finanzierung weiterer Übernahmen und Erschließungsmaßnahmen verwendete. Diamondback hat seine Präsenz in der Permian Basin durch eine Reihe von Übernahmen und strategischen Partnerschaften ausgebaut. Das Unternehmen konzentrierte sich auf die Konsolidierung seiner Position im Midland Basin, einem Unterbecken der Permian Basin.
Im Dezember 2022 wurde Diamondback Energy in den Börsenindex NASDAQ-100 aufgenommen.
Im Januar 2024 wurde eine Sammelklage eingereicht, in der Diamondback zusammen mit sieben anderen US-amerikanischen Öl- und Gasproduzenten beschuldigt wurde, illegale Preisabsprachen getroffen zu haben, um die Produktion von Fracking-Öl einzuschränken, was dazu geführt haben soll, dass Autofahrer in den USA mehr für Benzin bezahlen müssen, als sie es auf einem wettbewerbsorientierten Markt getan hätten.
Im September 2024 fusionierte Diamondback Energy mit Endeavor Energy Resources, wodurch ein neuer texanischer Ölgigant mit einer täglichen Förderkapazität von 816.000 Barrel Öl und Gas entstand. Nach dem Zusammenschluss mit einem Volumen von 26 Milliarden US-Dollar besitzen die bestehenden Diamondback-Aktionäre 60,5 % des fusionierten Unternehmens, während die Aktionäre von Endeavor die verbleibenden 39,5 % der Anteile halten.